# Monument aux combattants des Indes françaises morts pour la patrie

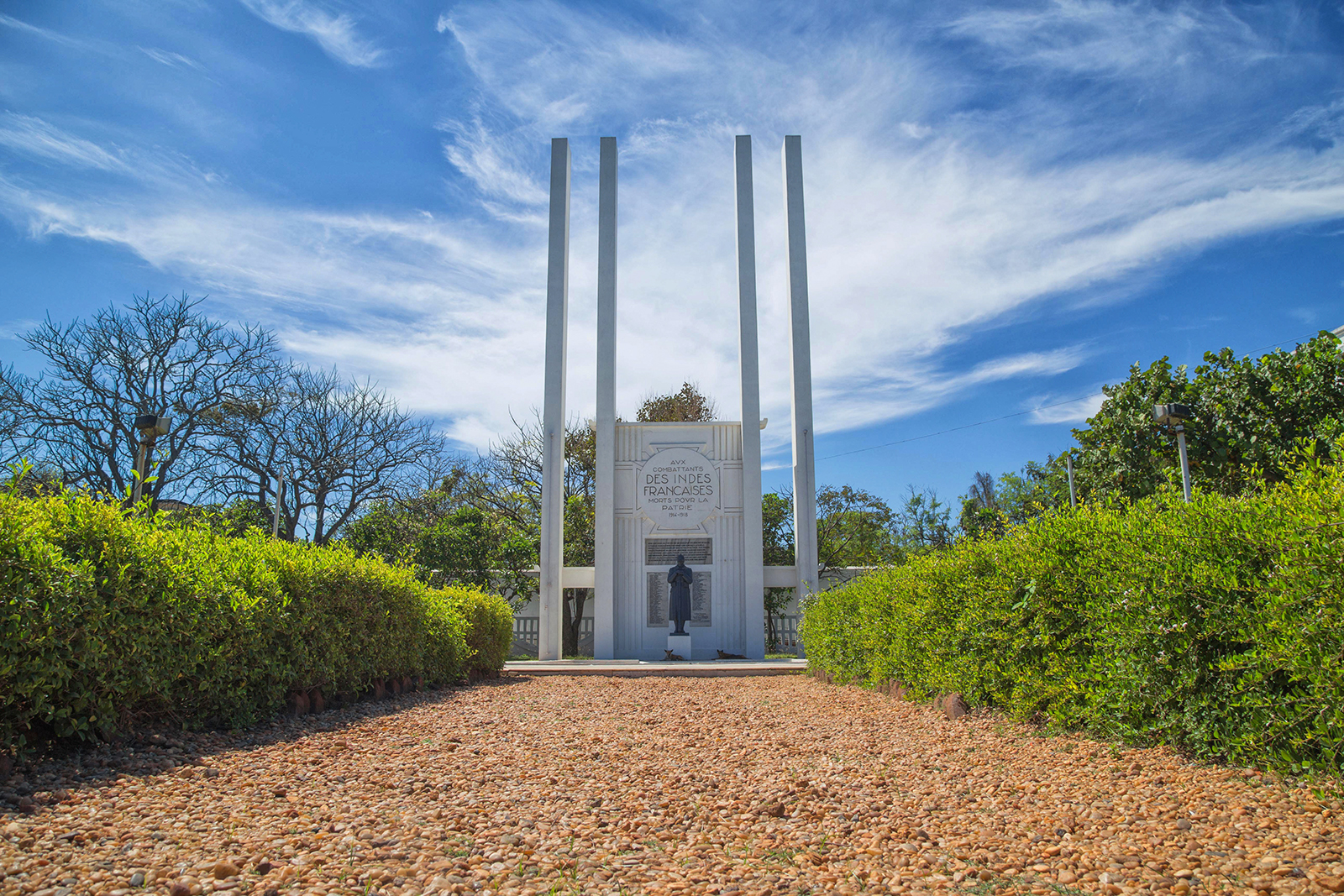
Vue du mémorial

Le monument aux combattants des Indes françaises morts pour la patrie, à Pondichéry, en Inde, est un
mémorial dédié aux résidents de l'Inde française qui sont morts pour le pays au cours de la Première Guerre mondiale. Il est situé sur l'avenue Goubert, à Pondichéry, en face d'une statue de Gandhi.

## Contexte
Le gouvernement français décide, en 1915, pour renforcer son armée avec des recrues des territoires coloniaux d'Asie. Une campagne de recrutement est lancée en décembre 1915. Un communiqué rédigé par Alfred Martineau, le gouverneur de l'Inde française à cette époque, explique : 

« L’Inde est redevable de la France de différentes façons. C’est maintenant le devoir de chaque Indien de se tenir aux côtés de la France durant cette période d’adversité (…) La France n’oubliera jamais ceux qui sont venus vers elle dans ces jours difficiles. La France les traitera comme ses propres enfants. Merci de rejoindre l’armée française »

— Alfred Martineau
Pondichéry offre 800 recrues, envoie 500 combattants outre-mer, et subit 75 morts parmi ces personnes mobilisées.
Au total, il y aura 195 morts des 5 comptoirs entre 1914 et 1918. 

## Histoire
Le monument a été érigé en 1937, et inauguré le 3 avril 1938 par le gouverneur de Crocicchia. Une subvention de 5 000 roupies a été inscrite dans le budget colonial et accordée au “comité désigné par le décret du 14 janvier 1936, pour l'érection d'un monument à la mémoire des habitants de l'Inde française qui sont morts pour la France pendant la guerre de 1914-1918” . Il a été conçu par le sculpteur Gaston Petit, et un architecte nommé Delafon.
L'arrière du monument comporte un bas-relief en bronze représentant l'arrivée de Dupleix à Pondichéry en 1742
Une plaque de bronze répertorie les noms des soldats morts pendant la Première Guerre mondiale. D'autres plaques ont été ajoutées, la liste des noms des soldats morts pendant la Seconde Guerre mondiale, la Guerre d'Indochine et la Guerre d'Algérie. Ce monument reste la propriété de la France.
Le monument est décoré et illuminé chaque année pendant la fête nationale française (14 juillet), en l'honneur des soldats de la colonie qui ont pris part à la Première Guerre mondiale. Des officiels français visitent le mémorial à l'occasion, et jettent des fleurs au pied du monument La journée Défense et citoyenneté  est organisée chaque année, pour offrir aux élèves du lycée français de Pondichéry et d'autres écoles locales la possibilité d'assister à des présentations sur les droits et devoirs du citoyen français, suivie par des présentations sur la défense nationale. Ils assistent ensuite à une cérémonie au mémorial du 11 novembre, en l'honneur de la fin de la Première Guerre Mondiale.